# Im Walde
Im Walde ist eine Hofschaft in Radevormwald im Oberbergischen Kreis im nordrhein-westfälischen Regierungsbezirk Köln in Deutschland.

## Lage und Beschreibung
Im Walde liegt im Osten von Radevormwald. Die Nachbarorte heißen Böhlefeldshaus, Studberg, Winklenburg, Feldmannshaus, Grafweg, Grüne, Neuenhof und Funkenhausen. Der Ort ist über eine Stichstraße von der Bundesstraße 483 erreichbar, die zwischen Grüne und Neuenhof abzweigt.
Der Ort liegt auf der Wasserscheide zwischen der Wupper und der Ennepe. Der südwestlich von Im Walde entspringende Erlenbach mündet in der Bevertalsperre, während die östlich gelegenen Quellbäche zusammen im späteren Verlauf als Borbach die Ennepetalsperre speisen.

## Politik und Gesellschaft
Im Walde gehört zum Radevormwalder Wahlbezirk 180 und darin zum Stimmbezirk 182.

## Geschichte
1484 wird die Hofschaft erstmals unter der Ortsbezeichnung „im Walde“ in Kirchenrechnungen der evangelischen Kirchengemeinde Hückeswagen genannt.